# ヤン・コメリン

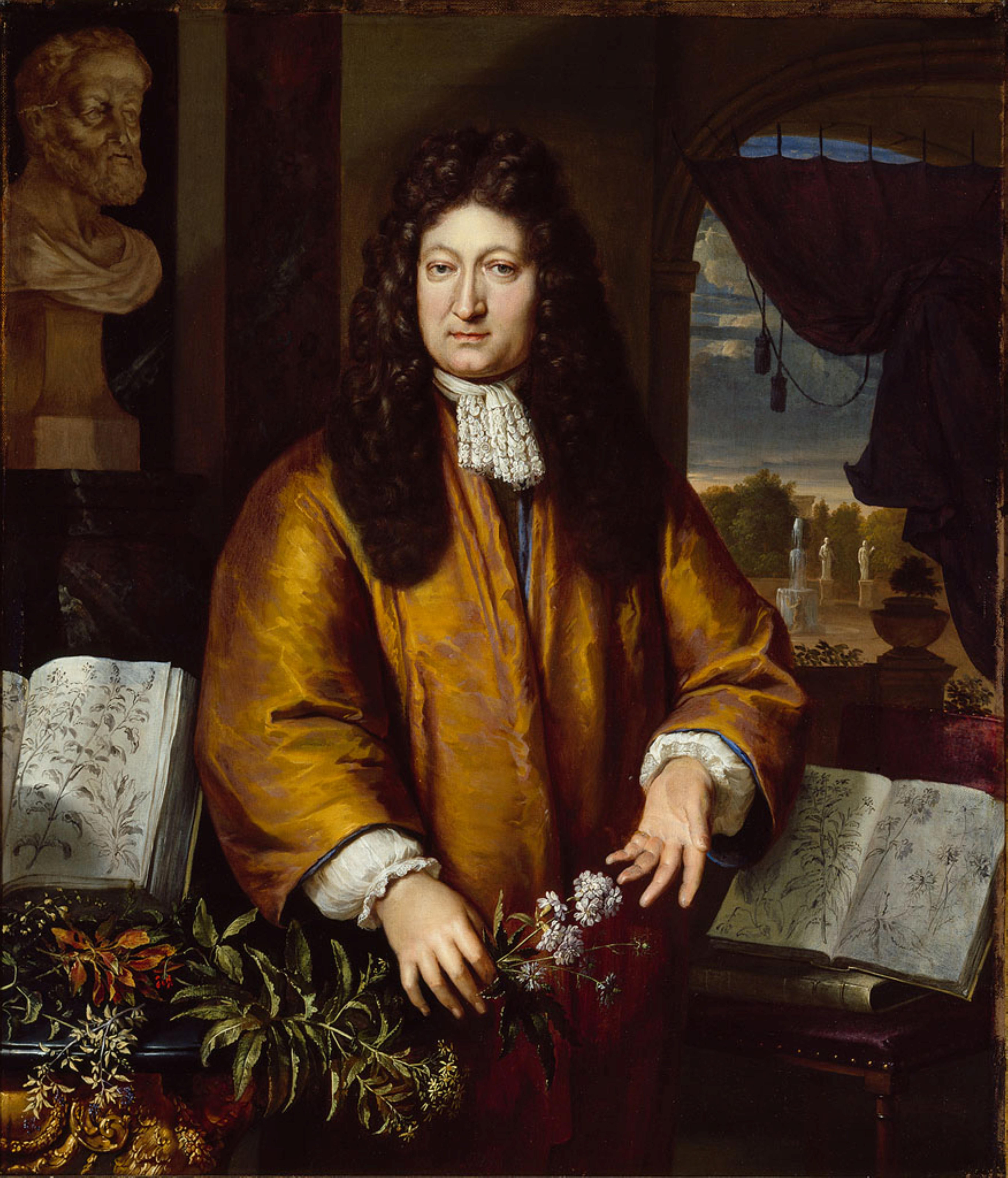
ヤン・コメリン
Gerard Hoet (1648-1733)による肖像画

ヤン・コメリン（Jan Commelin、または Johannes Commelin、姓はCommelijnとも、1629年4月23日 - 1692年1月19日）は、オランダの植物学者、薬用植物の販売者である。

## 生涯
ライデンに生まれた。父親は歴史家で、兄弟と出版業を共同経営していた。1641年に家族とともにアムステルダムに移った。1655年から、薬用植物の販売事業を始めアムステルダムだけでなくゴーダなどオランダ各地の病院、薬局に薬用植物を納入した。1672年にアムステルダムの市会議員に選ばれ、社会的な影響力を持つようになった。1676年にオランダにおける柑橘類の栽培についての著書"Nederlantze Hesperides"を刊行した。この書籍には画家、Cornelis Kickによる27葉の図版がそえられた。1678年から没するまで、オランダ領マラバールの総督、Hendrik Adriaan van Rheede dead Draakensteinの集めた植物に関する著書、"Hortus Indicus Malabaricus"の編集を行った。1682年にアムステルダム市長のJohan Huydecoper van Maarsseveenと新しい植物園の建設を決定し、1683年から植物園（Hortus Botanicus）の運営がはじまった。植物園の植物カタログ"Catalogus plantarum indigenarum Hollandiae"はオランダ最初のカタログとなった。もっとも重要な著作は"Catalogus plantorum horti medici Amstelodamensis rariorumでジョン・レイの分類法でアムステルダム植物園の植物が、記載された。フレデリクス・ルイシ(Frederik Ruysch) とFranz Kiggelaerが執筆し、コメリンの死後、甥のカスパル・コメリンが完成させ1701年に刊行した。これには223のモニンクス父子（Johan と Maria Moninckx）による図版が添えられた。
ツユクサ科（Commelinaceae）の科名、属名（Commelina）にシャルル・プリュミエがコメリンの名をつけ、リンネもその名を採用した。

## 著書
- Nederlantze Hesperides. 1676.
- Catalogus plantarum indigenarum Hollandiae. 1683.
- Horti medici Amstelodamensis rariorum… 1697-1701.